# Curtara dilatera
Curtara dilatera är en insektsart som beskrevs av Delong 1980. Curtara dilatera ingår i släktet Curtara och familjen dvärgstritar. Inga underarter finns listade i Catalogue of Life.